# Michel Portos
Michel Portos, né le 4 avril 1963 à Marseille, est un chef cuisinier français, deux étoiles au Guide Michelin.

## Enfance et formation
Fils d'un père comptable et d'une mère directrice d'un magasin, il devient passionné par la cuisine dès son enfance par sa mère qui, malgré un emploi du temps chargé, lui préparait toujours les repas. Toutefois, il envisageait au départ une carrière de plongeur ou de motard dans la gendarmerie. Malgré l'avis de son père le destinant à une carrière dans la comptabilité ou le commerce, Michel Portos décide finalement de se consacrer pleinement à la cuisine. Après avoir obtenu son baccalauréat, il entame une formation au lycée hôtelier de Marseille et obtient son CAP de cuisine en 1983.

## Carrière
Michel Portos commence sa carrière par des stages dans les restaurants de la région bordelaise, tout d'abord au Chapon Fin puis en 1986 au Rouzic aux côtés du chef étoilé Michel Gautier. En 1989, il poursuit son apprentissage à Toulouse au restaurant Les Jardins de l'Opéra. C'est à Roanne chez les frères Troisgros qu'il sera spécialement formé pour devenir chef de cuisine durant cinq ans. En 1998, il ouvre son premier restaurant Côté Théâtre à Perpignan, qui obtient en 2001 sa première étoile Michelin,. Il devient ensuite en 2002 le chef de l'hôtel restaurant Le Saint-James à Bouliac, où l'établissement lui permet d'obtenir en 2009 sa deuxième étoile Michelin. Michel Portos est nommé Cuisinier de l'année en 2012 par le guide Gault et Millau,. Il quitte la région de Bordeaux et Le Saint-James la même année pour s'installer de nouveau à Marseille, où il ouvre son deuxième restaurant Le Malthazar,. Il a ouvert en 2014 un autre restaurant à Marseille nommé Le Poulpe sur le Vieux-Port, qui est désormais fermé. Il élabore la carte du restaurant Hébé à Paris près du boulevard Saint-Germain.

## Actions de réinsertion dans les prisons
Michel Portos participe depuis plusieurs années à des programmes de réinsertions des détenus par la cuisine en coachant notamment des détenus dans le cadre d'un concours culinaire entre des détenus de plusieurs établissements pénitentiaires.